# Saint-Martin-de-Laye
Saint-Martin-de-Laye è un comune francese di 501 abitanti situato nel dipartimento della Gironda nella regione della Nuova Aquitania.

## Società

### Evoluzione demografica
Abitanti censiti